# Moušeł II Mamikonian
Pour les articles homonymes, voir Moušeł Mamikonian.
Moušeł II ou Mouschel II Mamikonian (en arménien Մուշեղ Բ Մամիկոնյան) est un noble arménien de la famille des Mamikonian, qui est sparapet (« généralissime ») en 575 et marzpan (« gouverneur ») de 591 à 591.

## Biographie
Il est cité comme le 22e souscripteur du second concile de Dvin et est fils de Hmyeak Mamikonian, lui-même fils de Vard Mamikonian,.
En 588, le général perse Bahrām-i-Chūbīn se révolte, contre le roi sassanide Hormizd IV. Déjà impopulaire, il est alors déposé et aveuglé par les grands du royaume qui font monter son fils Khosro II sur le trône. Mais Bahrām-i-Chūbīn n'en reste pas là et se proclame roi sous le nom de Vahram VI et marche sur Ctésiphon. Khosro se réfugie à Byzance et promet à l'empereur Maurice Ier de céder des territoires, dont une partie de l'Arménie, en échange de son aide pour reconquérir son trône. De son côté, Vahram VI cherche à monnayer le soutien des nakharark, dont Moušeł Mamikonian, mais la plupart décident de se ranger du côté de Khosro et de Byzance, aussi bien par fidélité à la dynastie sassanide et par solidarité entre chrétiens.
À la tête d'une armée de quinze mille hommes, Moušeł Mamikonian rejoint l'armée byzantine qui affronte et défait l'armée de Vahram à Balaroth, près de Ganzak (Azerbaïdjan actuel). Vahram s'enfuit et est assassiné peu après. Mais les relations entre Khosro et Moušeł se dégradent rapidement. Il est calomnié par l'entourage de Khosro qui le convoque pour le faire arrêter, mais Moušeł, méfiant, se présente avec une troupe de quarante soldats, et Khosro renonce à son projet. Moušeł se réfugie dans ses fiefs situés dans le territoire devenu byzantin, mais Maurice Ier ne réagit pas, ne voulant pas prendre le risque de rompre l'alliance avec la Perse. Indigné de la mauvaise foi perse et byzantine, Moušeł se démet de ses charges de marzban et de sparapet et se retire dans ses domaines. Selon Sébéos, Maurice Ier lui confie un commandement en Europe, et il ne put jamais revenir en Arménie. En éloignant ainsi les chefs de la noblesse arménienne, il put commencer sa politique de romanisation et de désarménisation de l'Arménie. Selon Chritian Settipani, il meurt en 593.

## Postérité
Selon Cyrille Toumanoff, il est père de :
- Vahan le Loup († 606),
- Marie, mariée à Vard Ier Artsrouni,
- peut-être Vardan, cité en 555.

De son côté Christian Settipani considère Vahan le Loup comme un personnage fictif et attribue à Moušeł un fils hypothétique, Hamazasp, cité comme naxarar en 594.